# アラスカ珍道中
『アラスカ珍道中』（アラスカちんどうちゅう、Road to Utopia）は、1946年のミュージカルコメディ映画。ビング・クロスビー、ボブ・ホープ、ドロシー・ラムーアが主演する「珍道中シリーズ」の第4作目である。監督はハル・ウォーカー。挿入曲は、作詞をジョニー・バーク、作曲をジミー・ヴァン・ヒューゼンが担当した。パラマウント・ピクチャーズ製作。
第19回アカデミー賞では脚本賞にノミネートされた。

## キャスト
| 役名                   | 俳優                 | 日本語吹替 |
| ---------------------- | -------------------- | ---------- |
| デューク・ジョンソン   | ビング・クロスビー   | 嶋俊介     |
| チェスター・フットン   | ボブ・ホープ         | 村越伊知郎 |
| サル・ヴァン・ホイデン | ドロシー・ラムーア   | 小原乃梨子 |
| ケイト                 | ヒラリー・ブルック   | 沢田敏子   |
| エース・ラーソン       | ダグラス・ダンブリル | 阪修       |
| レベク                 | ジャック・ラルー     | 谷口節     |
| スペリー               | ロバート・バレット   | 長堀芳夫   |
| マクガーク             | ネストル・パイバ     | 笹岡繁蔵   |
| 解説                   | ロバート・ベンチリー |            |

※日本語吹替：テレビ版・放送日1978年9月13日 東京12ch 他（正味79分）

## スタッフ
- 監督：ハル・ウォーカー
- 製作：ポール・ジョーンズ
- 脚本：ノーマン・パナマ、メルヴィン・フランク
- 撮影：ライオネル・リンドン
- 音楽：リー・ハーライン